# Fleckvieh

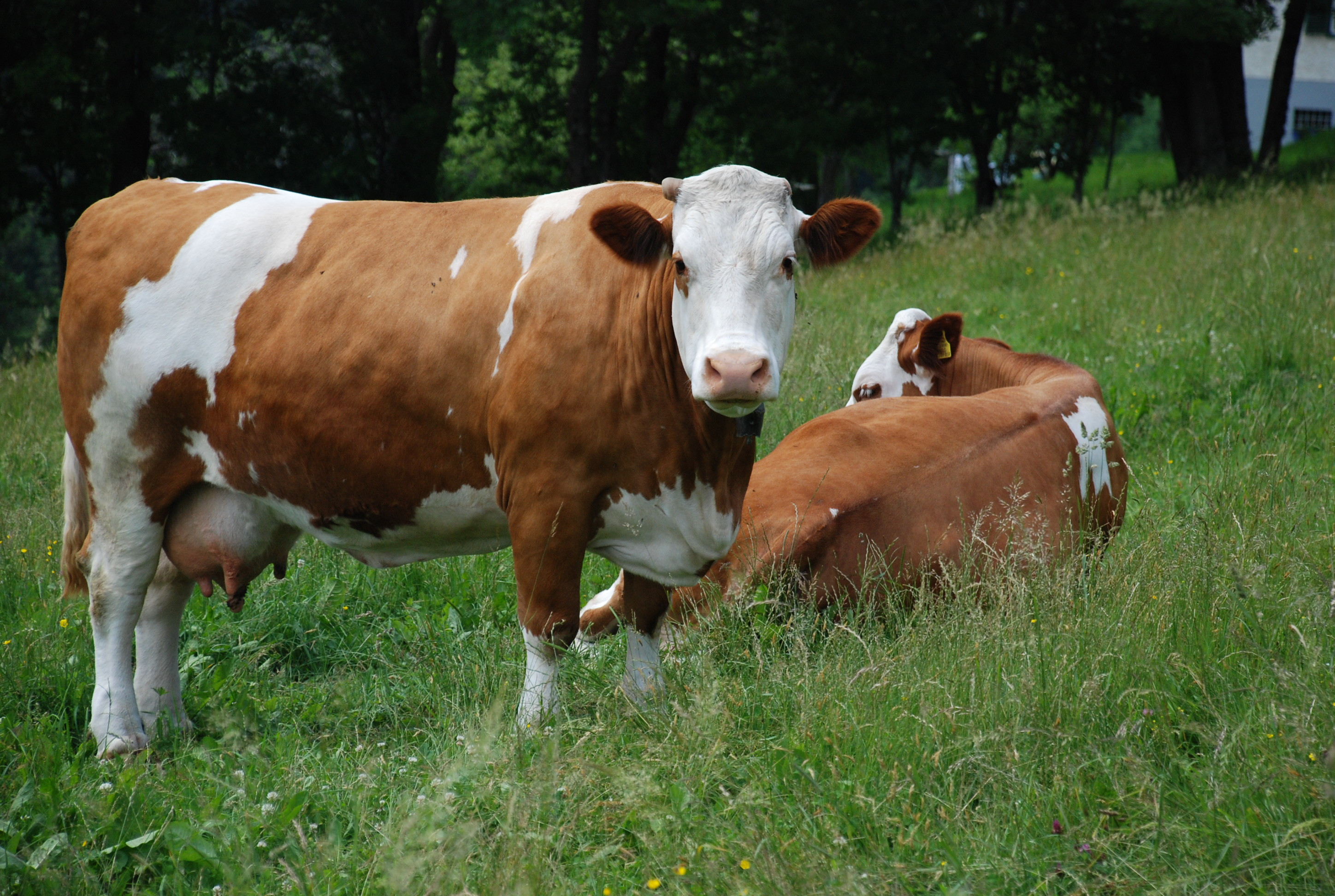
Gado Fleckvieh na zona rural de Deutschlandsberg, na Áustria

O Fleckvieh (de, lit.  "spotted cattle" gado malhado ' ) é uma raça de bovina de dupla finalidade, adequada tanto para a produção de leite quanto carne. Ela surgiu na Europa Central no século XIX a partir do cruzamento de gado local com gado Simental importado da Suíça. Hoje, a população mundial é de 41 milhões de animais.

## História

Fleckvieh perto do Lago Oeschinen, na Suíça

O Fleckvieh teve origem no Império Austríaco e no Reino da Baviera a partir do cruzamento de animais locais com gado Simental importado da Suíça por volta de 1830. A raça Simental apresentava qualidades significativas na produção de leite e de tração, e os cruzamentos resultantes eram animais com tripla função, com capacidade para leite, carne e tração. O Fleckvieh é agora uma raça de dupla finalidade; pode ser usado para a produção de carne ou leite, ou ser cruzado com outras raças bovinas leiteiras ou de corte.
É relatado em vários países europeus, incluindo Áustria, Bélgica, Alemanha, Holanda, e Espanha, e também, desde 2009, na Suíça; na Hungria, o Fleckvieh está presente em muitas pequenas fazendas e sua importância está crescendo constantemente. Também é relatado em outros países do mundo, incluindo Austrália, Paraguai, Peru, e Uruguai.

## Pecuária de corte
Foi feita uma comparação entre as taxas de crescimento muscular e uso de energia de touros Fleckvieh em comparação com touros Frísio-holandês (Schwarzbunte). Os touros Fleckvieh apresentaram taxas de crescimento mais rápidas, as carcaças apresentaram menor proporção de gordura, e os animais puderam ser abatidos mais cedo com dietas semelhantes.